# Nicole Freedman
Nicole L. Freedman (nascida em 21 de maio de 1972) é uma ex-ciclista olímpica estadunidense. Representou sua nação nos Jogos Olímpicos de Verão de 2000, em Sydney.